# Bóng chuyền tại Đại hội Thể thao Đông Nam Á 2003
Môn bóng chuyền tại Đại hội Thể thao Đông Nam Á năm 2003 được tổ chức từ ngày 5 đến ngày 12 tháng 12 năm 2003 tại Hà Nội, Việt Nam.
Nội dung bóng chuyền trong nhà diễn ra tại Nhà thi đấu tỉnh Ninh Bình, trong khi giải bóng chuyền bãi biển được tổ chức tại Nhà thi đấu tỉnh Nam Định. Các đội thi đấu theo thể thức vòng tròn tính điểm để xác định các đội vào vòng đấu loại trực tiếp và tranh huy chương.

## Kết quả

### Bảng huy chương
| Hạng               | Đoàn               | Vàng | Bạc | Đồng | Tổng số |
| ------------------ | ------------------ | ---- | --- | ---- | ------- |
| 1                  | Thái Lan           | 2    | 1   | 1    | 4       |
| 2                  | Indonesia          | 2    | 1   | 0    | 3       |
| 3                  | Việt Nam           | 0    | 2   | 1    | 3       |
| 4                  | Myanmar            | 0    | 0   | 1    | 1       |
| 4                  | Philippines        | 0    | 0   | 1    | 1       |
| Tổng số (5 đơn vị) | Tổng số (5 đơn vị) | 4    | 4   | 4    | 12      |

### Tóm tắt kết quả
| Trong nhà nam | Indonesia · Joni Sugiyatno · Uus Susansyah · Risco Herlambang Matulessy · Muhammad Zainudin · Loudryans Arison Maspaitella · I Wayan Windu Segara · I Nyoman Rudi Tirtana · Erwin Rusni · Eko Purnomo · Brian Alfianto · Andri Widiyatmoko · Marjoko Sigit | Thái Lan · Ratchapoom Samthong · Supachai Sriphum · Panya Makhumleg · Lawrach Tontongkum · Yuttana Kiewpekar · Supachai Jitjumroon · Attaphon Khemdaeng · Songserm Songserm · Terdsak Sungworakan · Wanchai Tabwises · Waroot Wisadsing · Chonlatee Boonsalab | Myanmar · Ye Min Aung · Ye Myint · Myo Htet Myint · Kyaw Swar Win · Kyaw Soe Aung · Kyaw Zin Win Htut · Tin Win Aung · Kyaw Shwe · Win Min Tun · Zaw Lin Oo · Saw Hein Thu · Nyan Lin Aung                                                                                            |  |  |  |
| Trong nhà nữ  | Thái Lan · Warapan Thinprabat · Nootsara Tomkom · Wanna Buakaew · Nurak Nokputta · Pleumjit Thinkaow · Narumon Khanan · Suphap Phongthong · Piyamas Koijapo · Wilavan Apinyapong · Patcharee Sangmuang · Amporn Hyapha · Bouard Lithawat                   | Việt Nam · Trần Thị Thu Hiền · Đinh Thị Diệu Châu · Nguyễn Thị Ngọc Hoa · Phạm Thị Yến · Vũ Thị Thúy · Nguyễn Thị Thu Ngọc · Lương Thị Thanh · Đặng Thị Hồng · Lê Hương Lan · Bùi Thị Huệ · Phạm Thị Kim Huệ                                                  | Philippines · Cristina Salak · Mary Jean Balse · Inoferio Bridget Tolentino · Fulo Annaelixa Venus · Cherry Rose Macatangay, · Tabuena Cecille Naig · Roxanne Pimentel, · Rubie De Leon · Laborte Michelle Padrillan · Pintolo Glenda Echarri · Marietta Carolino · Richelle Carolino |  |  |  |
|               | | | |  |  |  |
| Bãi biển nam  | Indonesia · Agus Salim · Koko Prasetyo Darkuncoro | Việt Nam · Cao Bảo Quốc · Phạm Bá Trung | Thái Lan · Sonthi Bunrueang · Thawip Thongkamnerd |  |  |  |
| Bãi biển nữ   | Thái Lan · Jarunee Sannok · Kamoltip Kulna | Indonesia · Timy Yudhani Rahayu · Sitti Nurjanah | Việt Nam · Mai Thị Hoa · Đỗ Thị Vĩnh Linh |  |  |  |

## Bóng chuyền trong nhà

### Giải đấu nam

#### Vòng bảng

##### Bảng A
| VT | Đội      | Tr | T | B | Đ | ST | SB | TSS   | ĐST | ĐSB | TSĐS  | Giành quyền tham dự    |
| -- | -------- | -- | - | - | - | -- | -- | ----- | --- | --- | ----- | ---------------------- |
| 1  | Myanmar  | 2  | 2 | 0 | 4 | 6  | 2  | 3,000 | 183 | 136 | 1,346 | 1st–4th place match    |
| 2  | Việt Nam | 2  | 1 | 1 | 3 | 5  | 3  | 1,667 | 171 | 151 | 1,132 | 1st–4th place match    |
| 3  | Lào      | 2  | 0 | 2 | 2 | 0  | 6  | 0,000 | 83  | 150 | 0,553 | 5th–7th place play-off |

| Ngày     |          | Điểm |          | Set 1 | Set 2 | Set 3 | Set 4 | Set 5 | Tổng   |
| -------- | -------- | ---- | -------- | ----- | ----- | ----- | ----- | ----- | ------ |
| tháng 12 | Lào      | 0–3  | Việt Nam | 10–25 | 13–25 | 20–25 |       |       | 43–75  |
| tháng 12 | Myanmar  | 3–0  | Lào      | 25–14 | 25–7  | 25–19 |       |       | 75–40  |
| tháng 12 | Việt Nam | 2–3  | Myanmar  | 13–25 | 25–20 | 21–25 | 25–23 | 12–15 | 96–108 |

##### Bảng B
| VT | Đội         | Tr | T | B | Đ | ST | SB | TSS   | ĐST | ĐSB | TSĐS  | Giành quyền tham dự    |
| -- | ----------- | -- | - | - | - | -- | -- | ----- | --- | --- | ----- | ---------------------- |
| 1  | Thái Lan    | 3  | 3 | 0 | 6 | 9  | 2  | 4,500 | 254 | 200 | 1,270 | 1st–4th place match    |
| 2  | Indonesia   | 3  | 2 | 1 | 5 | 6  | 3  | 2,000 | 259 | 248 | 1,044 | 1st–4th place match    |
| 3  | Malaysia    | 3  | 1 | 2 | 4 | 3  | 7  | 0,429 | 218 | 239 | 0,912 | 5th place match        |
| 4  | Philippines | 3  | 0 | 3 | 3 | 2  | 9  | 0,222 | 227 | 261 | 0,870 | 5th–7th place play-off |

| Ngày     |             | Điểm |             | Set 1 | Set 2 | Set 3 | Set 4 | Set 5 | Tổng   |
| -------- | ----------- | ---- | ----------- | ----- | ----- | ----- | ----- | ----- | ------ |
| tháng 12 | Malaysia    | 0–3  | Thái Lan    | 21–25 | 19–25 | 23–25 |       |       | 63–75  |
| tháng 12 | Indonesia   | 3–1  | Philippines | 25–22 | 25–19 | 23–25 | 25–21 |       | 98–87  |
| tháng 12 | Thái Lan    | 3–0  | Philippines | 25–18 | 25–16 | 25–17 |       |       | 75–51  |
| tháng 12 | Malaysia    | 0–3  | Indonesia   | 17–25 | 17–25 | 23–25 |       |       | 57–75  |
| tháng 12 | Philippines | 1–3  | Malaysia    | 25–13 | 20–25 | 22–25 | 22–25 |       | 89–88  |
| tháng 12 | Indonesia   | 2–3  | Thái Lan    | 9–25  | 25–19 | 18–25 | 25–20 | 9–15  | 86–104 |

#### Vòng đấu loại trực tiếp
|  | Bán kết     | Bán kết   |                       |   | Chung kết | Chung kết |
|  |             |           |                       |   |           |           |
|  | 11 tháng 12 |           |                       |   |           |           |
|  |             |           |                       |   |           |           |
|  | Thái Lan    | 3         |                       |   |           |           |
|  | Thái Lan    | 3         | 12 tháng 12           |   |           |           |
|  | Việt Nam    | 2         |                       |   |           |           |
|  | Việt Nam    | 2         | Thái Lan              | 0 |           |           |
|  | 11 tháng 12 |           | Thái Lan              | 0 |           |           |
|  |             | Indonesia | 3                     |   |           |           |
|  | Myanmar     | Indonesia | 3                     | 1 |           |           |
|  | Myanmar     |           |                       | 1 |           |           |
|  | Indonesia   | 3         |                       |   |           |           |
|  | Indonesia   | 3         | Tranh huy chương đồng |   |           |           |
|  |             |           |                       |   |           |           |
|  | 12 tháng 12 |           |                       |   |           |           |
|  |             |           |                       |   |           |           |
|  | Việt Nam    | 2         |                       |   |           |           |
|  | Việt Nam    | 2         |                       |   |           |           |
|  | Myanmar     | 3         |                       |   |           |           |

|  | Play-off tranh hạng 5-7 | Play-off tranh hạng 5-7 |             |   | Tranh hạng 5 | Tranh hạng 5 |
|  |                         |                         |             |   |              |              |
|  |                         |                         |             |   |              |              |
|  |                         |                         |             |   |              |              |
|  |                         |                         |             |   |              |              |
|  | 12 tháng 12             |                         |             |   |              |              |
|  |                         |                         |             |   |              |              |
|  | Malaysia                | 0                       |             |   |              |              |
|  | Malaysia                | 0                       | 11 tháng 12 |   |              |              |
|  |                         |                         | Philippines | 3 |              |              |
|  | Lào                     | 0                       | Philippines | 3 |              |              |
|  | Lào                     | 0                       |             |   |              |              |
|  | Philippines             | 3                       |             |   |              |              |
|  | Philippines             | 3                       |             |   |              |              |

##### Play-off tranh hạng 5-7
| Ngày        |     | Điểm |             | Set 1 | Set 2 | Set 3 | Set 4 | Set 5 | Tổng  |
| ----------- | --- | ---- | ----------- | ----- | ----- | ----- | ----- | ----- | ----- |
| 11 tháng 12 | Lào | 0–3  | Philippines | 22–25 | 13–25 | 11–25 |       |       | 46–75 |

##### Bán kết
| Ngày        |          | Điểm |           | Set 1 | Set 2 | Set 3 | Set 4 | Set 5 | Tổng   |
| ----------- | -------- | ---- | --------- | ----- | ----- | ----- | ----- | ----- | ------ |
| 11 tháng 12 | Thái Lan | 3–2  | Việt Nam  | 22–25 | 25–20 | 21–25 | 25–18 | 15–7  | 108–95 |
| 11 tháng 12 | Myanmar  | 1–3  | Indonesia | 20–25 | 18–25 | 25–23 | 14–25 |       | 82–98  |

##### Tranh hạng 5
| Ngày        |             | Điểm |          | Set 1 | Set 2 | Set 3 | Set 4 | Set 5 | Tổng  |
| ----------- | ----------- | ---- | -------- | ----- | ----- | ----- | ----- | ----- | ----- |
| 12 tháng 12 | Philippines | 3–0  | Malaysia | 25–23 | 25–19 | 25–20 |       |       | 75–62 |

##### Tranh huy chương đồng
| Ngày        |          | Điểm |         | Set 1 | Set 2 | Set 3 | Set 4 | Set 5 | Tổng    |
| ----------- | -------- | ---- | ------- | ----- | ----- | ----- | ----- | ----- | ------- |
| 12 tháng 12 | Việt Nam | 2–3  | Myanmar | 23–25 | 25–18 | 25–20 | 22–25 | 10–15 | 105–103 |

##### Chung kết
| Ngày        |          | Điểm |           | Set 1 | Set 2 | Set 3 | Set 4 | Set 5 | Tổng  |
| ----------- | -------- | ---- | --------- | ----- | ----- | ----- | ----- | ----- | ----- |
| 12 tháng 12 | Thái Lan | 0–3  | Indonesia | 19–25 | 16–25 | 21–25 |       |       | 56–75 |

### Giải đấu nữ

#### Round robin
| VT | Đội         | Tr | T | B | Đ  | ST | SB | TSS    | ĐST | ĐSB | TSĐS |
| -- | ----------- | -- | - | - | -- | -- | -- | ------ | --- | --- | ---- |
| 1  | Thái Lan    | 5  | 5 | 0 | 10 | 15 | 1  | 15,000 | 0   | 0   | —    |
| 2  | Việt Nam    | 5  | 4 | 1 | 9  | 13 | 3  | 4,333  | 0   | 0   | —    |
| 3  | Philippines | 5  | 3 | 2 | 8  | 9  | 8  | 1,125  | 0   | 0   | —    |
| 4  | Indonesia   | 5  | 2 | 3 | 7  | 8  | 8  | 1,000  | 0   | 0   | —    |
| 5  | Malaysia    | 5  | 0 | 5 | 5  | 3  | 15 | 0,200  | 0   | 0   | —    |
| 6  | Singapore   | 5  | 1 | 4 | 6  | 5  | 14 | 0,357  | 0   | 0   | —    |

| Ngày     |             | Điểm |             | Set 1 | Set 2 | Set 3 | Set 4 | Set 5 | Tổng    |
| -------- | ----------- | ---- | ----------- | ----- | ----- | ----- | ----- | ----- | ------- |
| tháng 12 | Thái Lan    | 3–0  | Philippines | 25–20 | 25–17 | 25–9  |       |       | 75–46   |
| tháng 12 | Singapore   | 2–3  | Indonesia   | 27–25 | 18–25 | 26–24 | 16–25 | 9–15  | 96–114  |
| tháng 12 | Việt Nam    | 3–0  | Malaysia    | 25–16 | 25–16 | 25–11 |       |       | 75–43   |
| tháng 12 | Philippines | 3–2  | Indonesia   | 25–17 | 24–26 | 17–25 | 25–23 | 15–12 | 106–103 |
| tháng 12 | Thái Lan    | 3–0  | Malaysia    | 25–13 | 25–4  | 25–16 |       |       | 75–33   |
| tháng 12 | Singapore   | 0–3  | Việt Nam    | 16–25 | 17–25 | 15–25 |       |       | 48–75   |
| tháng 12 | Malaysia    | 0–3  | Philippines | 14–25 | 18–25 | 15–25 |       |       | 47–75   |
| tháng 12 | Thái Lan    | 3–0  | Singapore   | 25–10 | 25–7  | 25–11 |       |       | 75–28   |
| tháng 12 | Indonesia   | 0–3  | Việt Nam    | 18–25 | 20–25 | 14–25 |       |       | 52–75   |
| tháng 12 | Malaysia    | 2–3  | Singapore   | 25–18 | 19–25 | 25–15 | 19–25 | 8–15  | 96–98   |
| tháng 12 | Indonesia   | 0–3  | Thái Lan    | 13–25 | ?–25  | 21–25 |       |       | 34–75   |
| tháng 12 | Philippines | 0–3  | Việt Nam    | 22–25 | 21–25 | 18–25 |       |       | 61–75   |
| tháng 12 | Malaysia    | 1–3  | Indonesia   | 13–25 | 25–21 | 22–25 | 18–25 |       | 78–96   |
| tháng 12 | Singapore   | 0–3  | Philippines | 21–25 | 13–25 | 19–25 |       |       | 53–75   |
| tháng 12 | Việt Nam    | 1–3  | Thái Lan    | 17–25 | 25–22 | 12–25 | 19–25 |       | 73–97   |

#### Vòng đấu loại trực tiếp

##### Bán kết
| Ngày        |             | Điểm |           | Set 1 | Set 2 | Set 3 | Set 4 | Set 5 | Tổng    |
| ----------- | ----------- | ---- | --------- | ----- | ----- | ----- | ----- | ----- | ------- |
| 11 tháng 12 | Thái Lan    | 3–0  | Indonesia | 25–18 | 25–14 | 25–16 |       |       | 75–45   |
| 11 tháng 12 | Philippines | 2–3  | Việt Nam  | 25–23 | 25–21 | 21–25 | 24–26 | 9–15  | 104–110 |

##### Tranh huy chương đồng
| Ngày        |           | Điểm |             | Set 1 | Set 2 | Set 3 | Set 4 | Set 5 | Tổng    |
| ----------- | --------- | ---- | ----------- | ----- | ----- | ----- | ----- | ----- | ------- |
| 12 tháng 12 | Indonesia | 2–3  | Philippines | 25–21 | 23–25 | 16–25 | 25–20 | 15–17 | 104–108 |

##### Chung kết
| Ngày        |          | Điểm |          | Set 1 | Set 2 | Set 3 | Set 4 | Set 5 | Tổng  |
| ----------- | -------- | ---- | -------- | ----- | ----- | ----- | ----- | ----- | ----- |
| 12 tháng 12 | Thái Lan | 3–0  | Việt Nam | 25–17 | 25–20 | 25–18 |       |       | 75–55 |

## Bóng chuyền bãi biển

### Giải đấu nam

#### Vòng loại
| VT | Đội       | Tr | T | B | Đ | ST | SB | TSS   | ĐST | ĐSB | TSĐS  |
| -- | --------- | -- | - | - | - | -- | -- | ----- | --- | --- | ----- |
| 1  | Indonesia | 4  | 4 | 0 | 8 | 8  | 1  | 8,000 | 180 | 121 | 1,488 |
| 2  | Việt Nam  | 4  | 3 | 1 | 7 | 6  | 3  | 2,000 | 164 | 156 | 1,051 |
| 3  | Thái Lan  | 4  | 2 | 2 | 6 | 6  | 4  | 1,500 | 190 | 162 | 1,173 |
| 4  | Malaysia  | 4  | 1 | 3 | 5 | 2  | 6  | 0,333 | 121 | 151 | 0,801 |
| 5  | Campuchia | 4  | 0 | 4 | 4 | 0  | 8  | 0,000 | 103 | 168 | 0,613 |

|           | Tỷ số |           | Set 1 | Set 2 | Set 3 |
| --------- | ----- | --------- | ----- | ----- | ----- |
| Việt Nam  | 2–0   | Malaysia  | 21–11 | 21–12 |       |
| Indonesia | 2–0   | Campuchia | 21–10 | 21–6  |       |
| Malaysia  | 0–2   | Indonesia | 9–21  | 17–21 |       |
| Thái Lan  | 2–0   | Campuchia | 21–13 | 21–11 |       |
| Việt Nam  | 2–1   | Thái Lan  | 18–21 | 21–19 | 15–13 |
| Malaysia  | 2–0   | Campuchia | 21–13 | 21–12 |       |
| Indonesia | 2–0   | Việt Nam  | 21–10 | 21–16 |       |
| Thái Lan  | 2–0   | Malaysia  | 21–19 | 21–11 |       |
| Campuchia | 0–2   | Việt Nam  | 19–21 | 19–21 |       |
| Thái Lan  | 1–2   | Indonesia | 21–15 | 22–24 | 10–15 |

#### Vòng đấu loại trực tiếp

##### Chung kết
| Ngày        |           | Tỷ số |          | Set 1 | Set 2 | Set 3 |
| ----------- | --------- | ----- | -------- | ----- | ----- | ----- |
| 10 tháng 12 | Indonesia | 2–1   | Việt Nam | 19–21 | 21–15 | 15–11 |

### Giải đấu nữ

#### Vòng loại
| VT | Đội       | Tr | T | B | Đ | ST | SB | TSS   | ĐST | ĐSB | TSĐS  |
| -- | --------- | -- | - | - | - | -- | -- | ----- | --- | --- | ----- |
| 1  | Thái Lan  | 3  | 3 | 0 | 6 | 6  | 0  | —     | 126 | 74  | 1,703 |
| 2  | Indonesia | 3  | 2 | 1 | 5 | 4  | 2  | 2,000 | 108 | 106 | 1,019 |
| 3  | Việt Nam  | 3  | 1 | 2 | 4 | 2  | 4  | 0,500 | 98  | 114 | 0,860 |
| 4  | Malaysia  | 3  | 0 | 3 | 3 | 0  | 6  | 0,000 | 88  | 126 | 0,698 |

|           | Tỷ số |           | Set 1 | Set 2 | Set 3 |
| --------- | ----- | --------- | ----- | ----- | ----- |
| Malaysia  | 0–2   | Việt Nam  | 12–21 | 18–21 |       |
| Indonesia | 2–0   | Việt Nam  | 21–19 | 21–17 |       |
| Thái Lan  | 2–0   | Malaysia  | 21–11 | 21–19 |       |
| Thái Lan  | 2–0   | Indonesia | 21–14 | 21–10 |       |
| Indonesia | 2–0   | Malaysia  | 21–11 | 21–17 |       |
| Thái Lan  | 2–0   | Việt Nam  | 21–9  | 21–11 |       |

#### Vòng đấu loại trực tiếp

##### Chung kết
| Ngày        |          | Tỷ số |           | Set 1 | Set 2 | Set 3 |
| ----------- | -------- | ----- | --------- | ----- | ----- | ----- |
| 10 tháng 12 | Thái Lan | 2–0   | Indonesia | 21–18 | 21–18 |       |